# ケーブルテレビ富山
株式会社ケーブルテレビ富山（ケーブルテレビとやま、Cable Television TOYAMA Inc.）は、富山県富山市に本社を置き、テレビ放送・インターネット・直収電話・携帯電話（MVNO）事業を展開しているケーブルテレビ局である。
略称はCTTであるが、現在は英語表記のMITAST（ミタスト）と日本語表記のミタスト光を併記したロゴマークを使用している。北陸電力の持分法適用会社で、富山県ケーブルテレビ協議会に加盟。

## 事業所
- 本社・電気ビル店 - 富山市桜橋通り3番1号 富山電気ビル新館3階
- アピタ富山店 - 富山市上袋100番地1 アピタ富山店 1階
- アピタ東店 - 富山市上富居三丁目8番38号 アピタ富山東店1階
  - 2011年（平成23年）7月31日までは、旧・富山市ケーブルテレビ八尾センター局舎において「ケーブルテレビ富山 八尾局」として業務を行っていた[7]。

## サービスエリア
富山県
- 富山市の大部分（旧富山市・大沢野・大山・細入・八尾地域）[2][8]
- 中新川郡舟橋村[2][8]
  - 携帯電話サービス「ケーブルスマホ」に限り富山市婦中・山田地域も対象エリアとなる（その他のサービスは上婦負ケーブルテレビが対象）。
  - 2008年4月1日に富山市八尾地域をエリアとしていた市営富山市ケーブルテレビ八尾センターと経営統合し、同地域をエリア化した[9]。
  - 伝送路は2002年に帯域幅770MHzのHFCに、2016年にはFTTHに更新された[9]。

## 歴史
- 1994年（平成6年）
  - 4月15日 - 富山ケーブルテレビ企画株式会社（とやまケーブルテレビきかく）として会社設立[1][2][10]。
  - 10月26日 - 社名を株式会社ケーブルテレビ富山に変更[11][12]。
- 1995年（平成7年）
  - 2月16日 - 郵政大臣（当時）から有線テレビジョン放送施設設置許可状が交付される[12]。
  - 12月18日 - 試験放送を開始[13]。この日から『北日本新聞ニュース』の放送を開始[1]。
- 1996年（平成8年）4月1日 - 開局[1][2]。
- 2000年（平成12年）3月27日 - インターネットサービス開始[2]。
- 2002年（平成14年）
  - 3月18日 - 上新川地区へのエリア拡大を承認[14]。
  - 5月 - BSデジタル放送・CSデジタル放送開始[2]。
  - 12月24日 - 上新川地区での試験放送開始[14]。
- 2003年（平成15年）
  - 3月30日 - 上新川郡大沢野町・大山町・婦負郡細入村（いずれも当時）での本放送[14]
  - 4月 - IP電話サービス開始。
- 2004年（平成16年）10月 - 地上デジタル放送開始。
- 2005年（平成17年）2月 - 中新川郡舟橋村でサービス開始[15]。
- 2006年（平成18年）10月 - 自主放送のデジタル放送開始。
- 2008年（平成20年）4月1日 - 富山市より富山市ケーブルテレビ八尾センターを譲り受け、富山市八尾地域をエリア化。
- 2010年（平成22年）3月25日 - ケーブルプラス電話サービス開始[2]。
- 2013年（平成25年）6月 - IP電話サービス終了。
- 2014年（平成26年）5月 - 光（FTTH）サービス「ミタスト光（MITAST）」開始。
- 2015年（平成27年）3月 - ケーブルスマホサービス開始。
- 2018年（平成30年）12月 - 4K放送開始。
- 2019年（令和元年）10月1日 - 北陸電力との割引サービス「でんき&ケーブルまとめ割」を開始（同日より同じ富山県内のとなみ衛星通信テレビ・射水ケーブルネットワークもサービス開始）[16][17]。
- 2022年（令和4年）3月 - HFC回線を用いた同軸通信サービスを終了[9]。

## 放送チャンネル

### 地上波系列別再送信局
| NHK-G   | NHK-E   | NNN / NNS  | ANN          | JNN                | TXN | FNN / FNS  | JAITS |
| ------- | ------- | ---------- | ------------ | ------------------ | --- | ---------- | ----- |
| NHK富山 | NHK富山 | 北日本放送 | 北陸朝日放送 | チューリップテレビ |     | 富山テレビ |       |

### 地上波・コミュニティチャンネル
地上波・コミチャンは、パススルー方式およびトランスモジュレーション方式で放送しているため市販の地上デジタルチューナー内蔵機器（テレビ・録画機器など）およびSTBで視聴可能。
| チャンネル | 放送局             |
| ---------- | ------------------ |
| 011        | 北日本放送         |
| 021        | NHK富山Eテレ       |
| 031        | NHK富山総合        |
| 051        | 北陸朝日放送       |
| 061        | チューリップテレビ |
| 081        | 富山テレビ         |
| 091        | コミチャン9        |
| 121        | コミチャン12       |
| 122        | Lifeチャンネル     |

- 北陸朝日放送のデジタル放送については、富山県外の放送局であるためか関係各所との交渉が難航したため長らく再送信されなかったが[18]、2008年7月23日 9:00よりトランスモジュレーション方式にて再送信を開始した[19]。2010年7月の時点でパススルー方式による再送信も行っている[20]。
- 北陸放送・石川テレビ・テレビ金沢の再送信は行っていない[注釈 1]。
- 2011年7月24日 - 2015年3月31日はデジタル放送をアナログに変換して放送するデジアナ変換再送信を実施していた。

### BS・CS放送
凡例
●：視聴可能（このうちBS・BS4Kは市販のチューナー内蔵機器で受信可能（パススルー方式））。
▲：パススルー方式のみの放送のためSTBでは視聴不可。
★：ペイチャンネル（各プランとは別に視聴契約が必要。加えて光コミュニティコースではSTBの設置が必要）。
| チャンネル | 放送局                                            | コース       | コース         | コース         |
| チャンネル | 放送局                                            | 光プレミアム | 光スタンダード | 光コミュニティ |
| BS放送     | BS放送                                            | BS放送       | BS放送         | BS放送         |
| ---------- | ------------------------------------------------- | ------------ | -------------- | -------------- |
| 101        | NHK BS                                            | ●            | ●              | ●              |
| 141        | BS日テレ                                          | ●            | ●              | ●              |
| 151        | BS朝日                                            | ●            | ●              | ●              |
| 161        | BS-TBS                                            | ●            | ●              | ●              |
| 171        | BSテレ東                                          | ●            | ●              | ●              |
| 181        | BSフジ                                            | ●            | ●              | ●              |
| 191        | WOWOWプライム                                     | ★            | ★              | ★              |
| 192        | WOWOWライブ                                       | ★            | ★              | ★              |
| 193        | WOWOWシネマ                                       | ★            | ★              | ★              |
| 200        | BS10                                              | ●            | ●              | ●              |
| 201        | BS10スターチャンネル                              | ★            | ★              | ★              |
| 211        | BS11 イレブン                                     | ●            | ●              | ●              |
| 222        | BS12 トゥエルビ                                   | ●            | ●              | ●              |
| 231・232   | 放送大学テレビ                                    | ●            | ●              | ●              |
| 260        | J:COM BS                                          | ▲            | ▲              | ▲              |
| 265        | BSよしもと                                        | ▲            | ▲              | ▲              |
| 531        | 放送大学ラジオ                                    | ●            | ●              | ●              |
| 4K・8K放送 |                                                   |              |                |                |
| 101        | NHK BSプレミアム4K                                | ●            | ●              | ●              |
| 102        | NHK BS8K                                          | ▲            | ▲              | ▲              |
| 141        | BS日テレ 4K                                       | ●            | ●              | ●              |
| 151        | BS朝日 4K                                         | ●            | ●              | ●              |
| 161        | BS-TBS 4K                                         | ●            | ●              | ●              |
| 171        | BSテレ東 4K                                       | ●            | ●              | ●              |
| 181        | BSフジ 4K                                         | ●            | ●              | ●              |
| 211        | ショップチャンネル 4K                             | ●            | ●              | ●              |
| 221        | 4K QVC                                            | ●            | ●              | ●              |
| 401        | satonoka ４K                                      | ●            | ●              |                |
| CS放送     |                                                   |              |                |                |
| 402        | satonoka TV                                       | ●            | ●              |                |
| 410        | J SPORTS 3                                        | ●            | ●              |                |
| 411        | スカイA                                           | ●            | ●              |                |
| 412        | GAORA SPORTS                                      | ●            | ●              |                |
| 413        | J SPORTS 1                                        | ●            | ●              |                |
| 414        | J SPORTS 2                                        | ●            | ●              |                |
| 415        | J SPORTS 4                                        | ★            | ★              | ★              |
| 417        | ゴルフネットワーク                                | ●            | ●              |                |
| 418        | 日テレジータス                                    | ●            | ●              |                |
| 419        | FIGHTING TV サムライ                              | ★            | ★              | ★              |
| 420        | ムービープラス                                    | ●            | ●              |                |
| 421        | 日本映画専門チャンネル                            | ●            |                |                |
| 422        | 映画・チャンネルNECO                              | ●            | ●              |                |
| 423        | V☆パラダイス                                      | ●            |                |                |
| 424        | WOWOWプラス 映画・ドラマ・スポーツ・音楽          | ●            |                |                |
| 425        | 東映チャンネル                                    | ★            | ★              | ★              |
| 426        | 衛星劇場                                          | ★            | ★              | ★              |
| 430        | ファミリー劇場                                    | ●            | ●              |                |
| 431        | スーパー!ドラマTV #海外ドラマ☆エンタメ            | ●            | ●              |                |
| 433        | Dlife                                             | ●            | ●              |                |
| 434        | 時代劇専門チャンネル                              | ●            | ●              |                |
| 435        | 女性チャンネル♪LaLa TV                            | ●            | ●              |                |
| 437        | ミステリーチャンネル                              | ●            |                |                |
| 438        | TBSチャンネル1 最新ドラマ・音楽・映画             | ★            | ★              | ★              |
| 441        | アニマックス                                      | ●            | ●              |                |
| 442        | キッズステーション                                | ●            | ●              |                |
| 444        | アニメシアターX（AT-X）                           | ★            | ★              | ★              |
| 445        | テレ朝チャンネル1                                 | ★            | ★              | ★              |
| 446        | ホームドラマチャンネルHD 韓流・時代劇・国内ドラマ | ●            |                |                |
| 447        | TBSチャンネル2 名作ドラマ・スポーツ・アニメ       | ●            |                |                |
| 450        | CNNj                                              | ●            | ●              |                |
| 451        | 日経CNBC                                          | ●            | ●              |                |
| 452        | 日テレNEWS24                                      | ●            | ●              |                |
| 455        | ヒストリーチャンネル 日本・世界の歴史&エンタメ    | ●            |                |                |
| 456        | ディスカバリーチャンネル                          | ●            | ●              |                |
| 458        | テレ朝チャンネル2                                 | ●            |                |                |
| 459        | ナショナル ジオグラフィック                       | ●            |                |                |
| 460        | ミュージック・エア                                | ●            |                |                |
| 461        | MUSIC ON! TV（エムオン!）                         | ●            | ●              |                |
| 462        | スペースシャワーTV                                | ●            | ●              |                |
| 464        | 歌謡ポップスチャンネル                            | ●            |                |                |
| 470        | 囲碁・将棋チャンネル                              | ●            | ●              |                |
| 471        | ショップチャンネル                                | ●            | ●              |                |
| 472        | QVC                                               | ●            | ●              |                |
| 473        | ジュエリー☆GSTV                                   | ●            | ●              |                |
| 476        | 釣りビジョン                                      | ●            |                |                |
| 477        | 旅チャンネル                                      | ●            | ●              |                |
| 479        | エンタメ〜テレ☆シネドラバラエティ                 | ●            |                |                |
| 480        | MONDO TV                                          | ●            | ●              |                |
| 481        | フジテレビTWO ドラマ・アニメ                      | ●            | ●              |                |
| 482        | フジテレビONE スポーツ・バラエティ                | ●            | ●              |                |
| 483        | ダンスチャンネル by エンタメ〜テレ                | ●            |                |                |
| 484        | 日テレプラス ドラマ・アニメ・音楽ライブ           | ●            |                |                |
| 485        | グリーンチャンネル                                | ★            | ★              | ★              |
| 486        | グリーンチャンネル2                               | ★            | ★              | ★              |
| 487        | レジャーチャンネル                                | ★            | ★              | ★              |
| 488        | SPEEDチャンネル1                                  | ★            | ★              | ★              |
| 489        | 富山競輪チャンネル                                | ★            | ★              | ★              |
| 495        | Mnet HD                                           | ★            | ★              | ★              |
| 496        | KNTV HD                                           | ★            | ★              | ★              |
| 497        | アジアドラマチックTV（アジドラ）                  | ●            |                | ★              |
| 498        | フジテレビNEXT ライブ・プレミアム                 | ★            | ★              | ★              |

- チャンネルの詳細および最新情報は公式サイトのテレビサービスを参照。
- CS放送は日本デジタル配信（JDS）の地上配信サービスを採用（2010年8月まではジャパンケーブルキャストのJC-HITSサービスであった）[2]。

### ラジオ局
FMラジオ放送は同軸ケーブルが接続可能なラジオ受信機およびテレビの地上122ch（Lifeチャンネル）で聴取可能。
| MHz  | 放送局    |
| ---- | --------- |
| 77.7 | City-FM   |
| 81.5 | NHK富山FM |
| 82.7 | FMとやま  |

## コミュニティチャンネル
「コミチャン9」「コミチャン12」「Lifeチャンネル」の3つのチャンネルで構成され、自主制作番組を中心に、富山県内外のCATV局制作番組・自治体からのお知らせ・議会中継・通販番組などで編成される。その他、岩瀬曳山車祭・高校野球富山大会・北日本新聞納涼花火富山会場・よさこいとやま・おわら風の盆などのイベントの生中継も行う。自主制作番組の一部は富山県ケーブルテレビ協議会加盟の富山県内の他のCATV局へ配信を実施している。
現在のコミチャン9においては、2006年10月1日よりデジタル放送を、2008年3月1日よりハイビジョン放送を、2012年4月2日にはデータ放送を開始した。また、同日にコミチャン12の放送を開始した。
過去には「お天気チャンネル」「LIVE（ライブ）チャンネル」「県議会チャンネル」「イベントチャンネル」というチャンネルが放送されていた。

### 主な番組
詳細は公式サイトのコミュニティチャンネルを参照。
コミチャン9
| - Cue!スタジオ - 富山かがやき物語 - とみおん - 北日本新聞ニュース |

Life（ライフ）チャンネル
- 特定の番組の放送は無く、映像部分では気象情報・道路情報・河川水位情報・イベント・映画・お悔やみ・お知らせ・ライブカメラ映像および字幕によるニュースや交通情報を、音声部分ではCity-FM・NHK-FM・FMとやまを放送している[注釈 5]。

過去の番組
| - とことん!とやまdeライフ - ご近所チャンネルみんまいけ - AQUA FUN - 教えて!SDGs |

### キャスター・リポーター
- タナベマサキ・豊田麻衣・さだありさ・松本愛・新庄結衣 - Cue!スタジオ（いずれも週替わり）

## サービス

### テレビ
コース（視聴可能な放送）
- 光コミュニティ（地上波・コミチャン・BS・4K8K）
- 光スタンダード（地上波・コミチャン・BS・4K8K・CS）
- 光プレミアム（地上波・コミチャン・BS・4K8K・CS）
  - セットトップボックス（STB）は光コミュニティコースを除き原則最低1台の設置が必須となる。標準型の他、追加料金でいずれも4K放送受信・録画機能対応の「4Kプラス」「ケーブルプラスSTB-2」が利用可能。利用可能な機種はコースにより異なる。詳細は公式サイトのテレビサービスを参照。
  - アナログサービス（コミュニティコース・バラエティコース）は2008年5月に加入受付を停止し[9]、2011年3月31日にサービスを終了した。
  - デジタルバラエティ・け〜ぶる〜むビッグコースは2010年8月に加入受付を終了した。
  - 従来の同軸サービスであるデジタルコースは、ミタスト光サービスが開始された地域から順次申込受付を終了し、2022年3月末にサービスを終了した[9]。

### インターネット
光ネット（最大速度）
- 光エントリー100（100Mbps）
- 光エクセレント300（300Mbps）
- 光ハイパー1G（1Gbps）
- 光ウルトラ10G（10Gbps）

ドコモ光
- ケーブルテレビ回線を使用した「ドコモ光タイプC」向けインターネットサービス

ミタストAir
- 光ネット未対応集合住宅向け無線インターネットサービス
  - 従来の同軸サービスであるCTTネットサービスは、ミタスト光サービスが開始された地域から順次申込受付を終了し、2022年3月末にサービスを終了した[9]。

### 電話・モバイル
- ケーブルプラス電話 - KDDIとの連携により提供される直収電話（固定電話）サービス。
- ケーブルライン - ソフトバンクとの連携により提供される直収電話サービス。
- ケーブルスマホ - 日本ケーブルテレビ連盟・インターネットイニシアティブのプラットフォームを活用して提供される携帯電話サービス。
- TOYAMA Free Wi-Fi - 富山県との連携により提供される公衆無線LANサービス。
- 安心・安全ケーブルWi-Fi - 公衆無線LANサービス。
  - けーぶるふぉん富山 - 050 IP電話サービス。2012年11月30日に加入受付を、2013年6月30日にサービスを終了した。

### その他
- 光け〜ぶる〜む - 集合住宅入居者向けのサービス。
- ミタストスマートホーム